# Itō Jakuchū
Itō Jakuchū, född 2 mars 1716, död 27 oktober 1800, var en japansk konstnär. 
Itō Jakuchū studerade först Kano-skolan och kopierade mästare från Sung och Yiian samt tog slutligen intryck av Ogata Kōrin. Itō Jakuchū, som var grönsakshandlare, anses vara en av Japans första växt- och djurmålare. Han är mest känd för sina bilder av höns. De är utförda helt i Mingstil, brokiga och bisarrt dekorativa men likafullt mättade av frisk iakttagelse och mästerligt målade.